# Сейсулан
Сейсулан (азерб. Seysulan) — село в Гызылобинском сельском административно-территориальном округе Агдеринского района Азербайджана.

## География
Сёла Гызылоба, Сейсулан, Ярымджа входят в состав Гызылобинского сельского административно-территориального округа Агдеринского района, при этом село Гызылоба является центром этого сельского административно-территориального округа.

## История
Согласно одной версии, ко времени прихода Российской империи в регион, население села Сейсулан некогда было удинским, говорившим по-тюркски, или же население села в конце XIX — начале XX века говорило на удинском, а впоследствии перешло на армянский язык. Согласно другой версии, село Сейсулан в конце XIX века было армянским.
В советское время на 1 января 1977 года село Сейсулан являлось центром Сейсуланского сельсовета Мардакертского района Нагорно-Карабахской автономной области (НКАО) Азербайджанской ССР.
2 сентября 1991 года на совместной сессии Нагорно-Карабахского областного и Шаумяновского районного Советов народных депутатов была принята Декларация о провозглашении Нагорно-Карабахской Республики в границах НКАО и сопредельного Шаумяновского района Азербайджанской ССР. В ответ, 26 ноября 1991 года Верховный Совет Азербайджана принял закон «Об упразднении Нагорно-Карабахской автономной области Азербайджанской Республики». Помимо упразднения НКАО закон предусматривал и переименование Мардакертского района в Агдеринский. Решением Милли Меджлиса от 25 августа 1992 года Сейсуланский сельсовет из состава Агдеринского района был передан в состав Тертерского района. Сам же Агдеринский район был упразднён решением Милли Меджлиса от 13 октября 1992 года, а территория упразднённого района была разделена между Агдамским, Кельбаджарским и Тертерским районами.
С началом Первой Карабахской войны село оказалось в зоне боевых действий. В ходе летнего наступления 1992 года азербайджанские войска восстановили контроль над Агдеринским районом.
Однако в результате наступления армянские вооружённые формирования к концу июня 1993 года заняли город Агдере и большую частью территории северной части Карабаха.
В 1994 году в ходе Тертерской операции армянским вооружённым формированиям удалось занять Сейсулан, однако село оказалось на самой линии соприкосновения и с 1993 года не имеет населения.
2 апреля 2016 года в ходе столкновений на линии соприкосновения сторон Вооружённые Силы Азербайджана заявили о возвращении контроля над населённым пунктом Сейсулан. Армянская сторона опровергла эти заявления. По сообщению корреспондента азербайджанской службы Би-би-си, посетившего в 2021 году соседнее село Гапанлы, Сейсулан находился под контролем армянских сил.
В результате трёхстороннего заявления в ночь с 9 по 10 ноября 2020 года, подписанного по итогам Второй Карабахской войны, село перешло под контроль Российских миротворческих сил.
22 сентября 2023 года азербайджанские источники сообщили, что по итогам проведённой Азербайджаном боевой операции подразделения армянских вооружённых сил выводятся из Сейсулана. По итогам тех боевых действий Азербайджану удалось восстановить контроль над всей оставшейся территорией бывшей НКАО.
Законом Азербайджанской Республики от 5 декабря 2023 года Агдеринский район был воссоздан и Гызылобинский сельский административно-территориальный округ вместе с входящим в него селом Сейсулан из состава Тертерского района был передан в состав Агдеринского района. В настоящее время село Сейсулан входит в состав Гызылобинского сельского административно-территориального округа Агдеринского района.

## Население
По данным «Свода статистических данных о населении Закавказского края, извлеченных из посемейных списков 1886 года», в селе Сейсулан Марагалинского сельского округа Джеванширского уезда Елизаветпольской губернии было 35 дымов и проживало 214 армян, из которых пятеро принадлежали к духовенству, а остальные являлись владельческими крестьянами.
По переписи 1921 года в селе жило 313 жителей, все — армяне. По состоянию на 1 января 1933 года в селе проживало 444 человек (98 хозяйств), все — армяне. На 1984 год в Сейсулане проживало 640 человек.
В 1994 году, сразу после Первой Карабахской войны, в связи с тем, что село находилось в непосредственной близости от линии соприкосновения сил, власти непризнанной НКР решили расселить его жителей в селе Ени-Гаралар (в доконфликтный период — анклав НКАО внутри Агдамского района, во время же упразднения Азербайджанскими властями Агдеринского района — было переданов состав Агдамского района, во время же воссоздания Агдеринского района  — село вновь было включено в Агдеринский район), переименовав его в Нор-Сейсулан. В 2020 году, после возвращения Агдамского района Азербайджану по итогам Второй Карабахской войны, армянское население покинуло Ени-Гаралар.

## Экономика
В советское время население села занималось в основном виноградарством, зерновым хозяйством и животноводством. В селе располагались средняя школа, дом культуры, библиотека, киноустановка, медпункт.